# Electroencefalografía

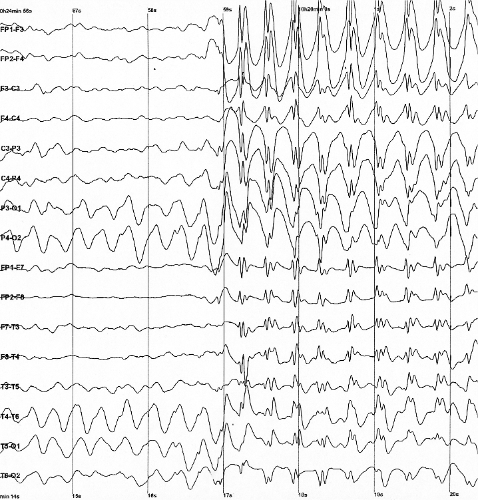
Punta-onda lenta epiléptico en descargas monitorizadas con EEG.

El electroencefalograma (EEG) es una exploración neurofisiológica que se basa en el registro de la actividad bioeléctrica cerebral en condiciones basales de reposo, en vigilia o sueño, y durante diversas activaciones (habitualmente hiperpnea y estimulación luminosa intermitente) mediante un equipo de electroencefalografía. Originalmente se empleaba el término electroencefalografía para referirse al procedimiento como técnica, y el término electroencefalograma para referirse al resultado o registro de ese procedimiento, pero con el tiempo se usa más este último para referirse a ambas cosas.

## Historia
Richard Birmick Caton, médico de Liverpool (Reino Unido), presentó en 1875 sus hallazgos sobre los fenómenos bioeléctricos en los hemisferios cerebrales de ratones y monos, expuestos por craniectomía.
En 1890, Napoleon Cybulski realizó uno de los primeros electroencefalogramas del córtex cerebral. Junto con Adolf Beck realizó investigaciones innovadoras sobre las ondas electroencefalográficas.

Beck estudió la actividad del córtex cerebral en respuesta a la estimulación de nervios periféricos en perros y monos colocando electrodos en el cráneo para registrar cambios en el potencial eléctrico. 
En 1912, Vladimir Pravdich-Neminsky publicó el primer EEG y potenciales evocados de perros.
En 1920, Hans Berger comenzó sus estudios sobre electroencefalografía en seres humanos.
La actividad cortical se puede estudiar con distintas técnicas electrofisiológicas, como: 
- el registro de unidades,
- los potenciales de campo local (LFP),
- el electrocorticograma (ECoG),
- el magnetoencefalograma (MEG),
- el electroencefalograma (EEG).

La electroencefalografía integrada de amplitud (EEGa) es un método de monitorización continua de la función cerebral, diseñado para analizar cambios y tendencias en la actividad eléctrica cerebral, así como detectar actividad paroxística.

## EEG normal durante la vigilia
Las ondas encefálicas que se registran en el estado de vigilia son llamadas actividad de fondo.

### Actividad de fondo
- Ondas gamma: 25 a 100 Hz.
- Ondas beta: 14-30 Hz.
- Ondas alfa: 8-13 Hz.
- Onda theta: 3-7 Hz.
- Ondas delta 0-4 Hz.

### Métodos de activación encefálica
- Hiperpnea
- Estimulación luminosa intermitente
- Estimulación visual
- Estimulación auditiva
- Estimulación somestésica
- Estimulación nociceptiva

## EEG normal durante el sueño
Grafoelementos específicos del sueño
- Onda aguda al vértex
- Onda aguda positiva occipital
- Huso del sueño
- Complejo K
- Actividad delta del sueño
- Alertamientos

Fases del sueño
- NREM Fase I
- NREM Fase II
- NREM Fase III
- NREM Fase IV
- REM

Estadiaje de Rechtschaffen y Kales

## Hallazgos anómalos en el EEG
- Grafoelementos EEG anómalos
- Anomalías EEG intermitentes
- Anomalías EEG periódicas
- Anomalías EEG continuas

## Indicaciones del EEG
- Encefalopatía inflamatoria
- Encefalopatía metabólica
- Encefalopatía tóxica
- Encefalopatía connatal
- Encefalopatía hipóxica
- Coma
- Diagnóstico de muerte encefálica
- Tumores cerebrales y otras lesiones ocupantes de espacio
- Demencia
- Enfermedades degenerativas del sistema nervioso central
- Enfermedad cerebrovascular
- Traumatismo craneoencefálico
- Cefalea
- Vértigo
- Trastornos psiquiátricos
- Epilepsia

En términos generales:
El EEG está indicado en todo fenómeno paroxístico en que se sospeche una causa de origen cerebral —y en toda situación de disfunción cerebral—, especialmente en fase sintomática. En casos en los que existen epilepsias refractarias a tratamiento y es necesaria una planificación de cirugía de epilepsia es fundamental la monitorización vídeo-EEG. Si existen dificultades para localizar el foco o la lesión no es fácilmente accesible también se pueden realizar estudios con EEG intracraneal utilizando electrodos profundos (esto se denomina estereoelectroencefalografía).